# Арно Данжуа
Арно Данжуа (фр. Arnaud Denjoy ; 5 січня 1884, Ош — 21 січня 1974, Париж) — французький математик. Основні роботи були написані в галузі гармонічного аналізу та теорії диференціальних рівнянь . Член Паризької Академії наук (1942) та її президент (1962). Іноземний член Академії наук СРСР (1971). Нагороджений золотою медаллю імені М. В. Ломоносова АН СРСР (1970) «за видатні досягнення в галузі математики».
З 1922 професор Паризького університету, президент Французького математичного товариства . Основні праці стосуються теорії функцій дійсної змінної. Дослідив та виклав повне розв'язання класичної задачі відновлення диференційовної функції за її похідною, а також узагальнив поняття інтеграла Лебега, і створив новий — названий його ім'ям.